# مادي رال
مادي رال (بالألمانية: Mady Rahl) (و. 1915 – 2009 م) هي ممثلة صوت، وممثلة مسرحية، وممثلة أفلام ألمانية، توفيت عن عمر يناهز 94 عاماً، بسبب سرطان.

## وصلات خارجية
- مادي رال على موقع IMDb (الإنجليزية)
- مادي رال على موقع مونزينجر (الألمانية)
- مادي رال على موقع ألو سيني (الفرنسية)
- مادي رال على موقع ميوزك برينز (الإنجليزية)
- مادي رال على موقع أول موفي (الإنجليزية)
- مادي رال على موقع قاعدة بيانات الأفلام السويدية (السويدية)
- مادي رال على موقع قاعدة بيانات الفيلم (الإنجليزية)
- مادي رال على موقع كينوبويسك (الروسية)